# 松尾清一
松尾 清一 (まつお せいいち、1950年12月20日 - ) は、日本の医学者。

## 人物
1976年名古屋大学医学部卒業、1981年医学博士。
1982年ニューヨーク州立大学研究員、1984年労働福祉事業団中部労災病院内科医長、1985年内科副部長・人工腎室長。
1986年名古屋大学医学部助手、医学部附属病院助手、1997年講師、2002年大学院医学研究科教授、2004年医学部附属病院副院長、2007年医学部附属病院院長、2009年副総長、2010年予防早期医療創成センター長、2012年産学官連携推進本部長、2014年学術研究・産学官連携推進本部長、2015年総長。
2018年総合科学技術・イノベーション会議議員 (非常勤) 。
2020年国立大学法人東海国立大学機構機構長。